# Nordend (Fulda)
Das Nordend ist ein Stadtbezirk der osthessischen Stadt Fulda.

## Lage
Der Stadtbezirk Nordend liegt zwischen der Eisenbahn im Westen und der B 27 im Osten. Nachbarortsteile sind im Uhrzeigersinn im Norden beginnend: Niesig, Lehnerz, Ziehers-Nord, Ostend, Innenstadt und Frauenberg.

## Wirtschaft und Infrastruktur
Im Nordend sind vor allem an der Leipziger Straße kleine Einzelhandelsflächen und einige Dienstleister verschiedener Branchen zu finden. Weiterhin wird die Nahversorgung durch einen Discounter sichergestellt.
Es sind einige größere Unternehmen vertreten.
Das Kreisverwaltung des Landkreises Fulda hat ihren Sitz, das Landratsamt, im Nordend.
Die Hochschule Fulda liegt ebenfalls im Nordend an der Leipziger Straße. Die Bezeichnung Nordend ist auch für viele Vereine und Gruppen identitätsstiftend.
Die Grünanlage Am Galgengraben kann zur Naherholung genutzt werden. Im Nordend sind zudem viele Kleingärten zu finden, vor allem in der Ludwig-Beck-Straße und der Birkenallee.

## Charakteristik
Im Stadtbezirk wurden eine schleichende Überalterung des Quartiers und ein besonders hohen Anteil der Ein-Eltern-Haushalte festgestellt. Deshalb wurde er als Fördergebiet "Fulda Nordend" in das Förderprogramm "Sozialer Zusammenhalt" (früher Soziale Stadt) aufgenommen.

## Verkehr

### Öffentlicher Nahverkehr
Das Nordend wird von mehreren Stadtbuslinien und Regionalbuslinien durchquert. Im Bereich der Leipziger Straße verkehren die Stadtbusse vor allem in Richtung der nördlichen Fuldaer Stadtteile sowie in die nördlichen Petersberg Ortsteile. Ebenfalls verkehrt der RhönRadBus (Linie 90) über die Leipziger Straße.
Im Bereich der Magdeburger Straße verkehren die Stadtbusse vor allem in Richtung Ziehens Nord und in Richtung der Städte und Gemeinden in der hessischen Rhön.
Das Nordend wird nach Betriebsschluss der Stadtbuslinien durch Anruf-Sammel-Taxen im Öffentlichen Nahverkehr bedient.

### Straßenverkehr
Die Hauptverkehrsader des Nordends ist die Leipziger Straße, die in der Fuldaer Innenstadt unterhalb des Frauenbergs am Weimarer Tunnel beginnt, das Nordend durchquert und bis in den Stadtteil Lehnerz führt. Die zweite wichtige Verkehrsader im Nordend ist die Magdeburger Straße in Richtung Ziehers Nord und Petersberg.
Beide Straßen sind Ausfallstraßen. Die Leipziger Straße verfügt über einen direkten Anschluss an die B 27.